# Nikolaevo (oraș)
Nikolaevo (în bulgară Николаево) este un oraș în comuna Nikolaevo, regiunea Stara Zagora,  Bulgaria.

## Demografie
Componența etnică a orașului Nikolaevo
     Bulgari (60,45%)
     Turci (1,69%)
     Romi (27,8%)
     Nicio identificare (9,78%)
     Altele (0,26%)
La recensământul din 2011, populația orașului Nikolaevo era de 2.658 locuitori. Din punct de vedere etnic, majoritatea locuitorilor (60,45%) erau bulgari, existând și minorități de romi (27,8%) și turci (1,69%). Pentru 9,78% din locuitori nu este cunoscută apartenența etnică.